# Acantholyctus semiermis
Acantholyctus semiermis is een keversoort uit de familie van de boorkevers (Bostrichidae). De wetenschappelijke naam van de soort werd voor het eerst geldig gepubliceerd in 1914 door Pierre Lesne.